# Übergang (Quantenmechanik)
Der quantenmechanische Übergang bezeichnet im Allgemeinen den Wechsel des Zustandes eines Systems von einem Anfangszustand in einen anderen Zustand. Ein alternativer, veralteter Begriff ist der Quantensprung, der in der Fachsprache kaum Gebrauch findet. Die in der Quantenmechanik auftretenden Übergänge wurden als instantane, zufällig auftretende Phänomene gesehen, jedoch konnte experimentell gezeigt werden, dass dies nicht korrekt ist.

## Übergang am Beispiel des Zweizustandsystems
Um die mathematische Modellierung von Übergänge in quantenmechanischen Systemen zu verdeutlichen, kann exemplarisch ein Zweiniveausystem betrachtet werden. Die Energieniveaus eines Systems sind gegeben durch die Eigenvektoren des Hamiltonoperators {\displaystyle {\hat {H}}_{0}}, im Folgenden mit {\displaystyle \{|a\rangle ,|b\rangle \}} bezeichnet. Den jeweiligen Zuständen ist eine Energie {\displaystyle E_{a/b}} zugeordnet, wobei für dieses Beispiel vereinfachend angenommen wird, dass die Energien nicht gleich sind, d. h. {\displaystyle E_{a}\neq E_{b}}; die Zustände sind also nicht entartet. Die Matrixdarstellung des Hamiltonoperators (in der Energie-Eigenbasis) ist damit gegeben durch
{\displaystyle {\hat {H}}_{0}={\begin{pmatrix}E_{a}&0\\0&E_{b}\end{pmatrix}}.}
Befindet sich das System in einem der beiden Eigenzustände {\displaystyle |a\rangle } oder {\displaystyle |b\rangle }, so sind mit diesem Hamiltonoperator keine Übergänge zwischen den beiden Zuständen möglich. Anders ausgedrückt können Übergänge genau dann stattfinden, wenn die Matrix-Darstellung des Hamiltonoperators mindestens ein nicht-diagonales Element ungleich null besitzt.
In einem System mit einem Hamiltonoperator der Form {\displaystyle {\hat {H}}={\hat {H}}_{0}+{\hat {V}}}, wobei der Term {\displaystyle {\hat {V}}} durch den Ausdruck
{\displaystyle {\hat {V}}={\begin{pmatrix}0&g\\g^{*}&0\end{pmatrix}}}
gegeben ist, besitzt der Hamiltonoperator nicht-diagonale Elemente. Übergänge sind somit möglich. In der Praxis würde ein derartiger Term etwa durch eine Wechselwirkung des Systems mit seiner Umgebung (z. B. Wechselwirkung mit einem elektromagnetischen Feld) zustande kommen.
Man kann zeigen, dass die Übergangswahrscheinlichkeit {\displaystyle {\mathcal {P}}_{a\rightarrow b}} eines Systems im Anfangszustand
{\displaystyle |a\rangle } in den Zustand {\displaystyle |b\rangle } sich zu
{\displaystyle {\mathcal {P}}_{a\rightarrow b}(t)=|\langle b|\varphi (t)\rangle |^{2}={\frac {|g|^{2}}{|g|^{2}+\Delta ^{2}}}\sin ^{2}\left({\sqrt {|g|^{2}+\Delta ^{2}}}{\frac {t}{2\hbar }}\right)}
ergibt. Es ist eine sinusförmige Oszillation der Wahrscheinlichkeit erkennen, bekannt unter dem Namen Rabi-Oszillation. Die Validität der vorherigen Aussage, dass ein diagonaler Hamiltonoperator keine Übergänge zeigt, kann hier einfach festgestellt werden, da {\displaystyle {\mathcal {P}}_{a\rightarrow b}\equiv 0} aus {\displaystyle g=0} folgt.